# Melle (Uden)
Melle is een voormalige buurtschap, die in de jaren 70 van de 20e eeuw tot woonbuurt is verworden, in Uden in de Noord-Brabantse gemeente Maashorst. De buurt heeft een eigen winkelcentrum, De Drossaard geheten en grenst met de klok mee aan de buurten Sportpark Hoeven, Hoeven, Raam, Schutveld en Hoevenseveld. Melle is onderdeel van de wijk Uden-Oost. De Peelrandbreuk is op enkele plaatsen in Melle zichtbaar door hoogteverschillen in het landschap, onder andere in het park tussen Rentmeestershoef, de Wijsthoek en Lauwere.

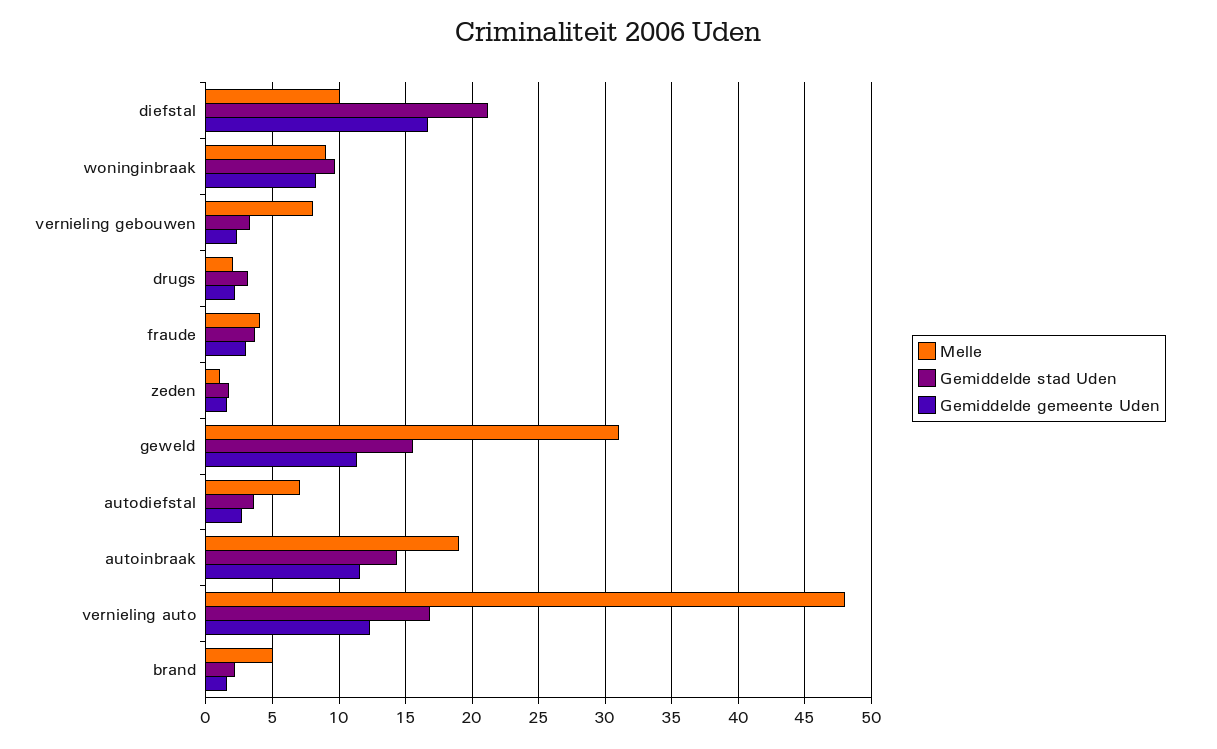
Criminaliteitstatistiek

| Kerngegevens Melle      | Kerngegevens Melle |
| ----------------------- | ------------------ |
| Inwoners:               | 4410               |
| Jonger dan 15:          | 882 (20%)          |
| Ouder dan 65:           | 221 (5%)           |
| Mannen:                 | 2240               |
| Vrouwen:                | 2170               |
| Geboorten:              | 65                 |
| Huishoudens:            | 1700               |
| Eenpersoonshuishoudens: | 374 (22%)          |
| Beroepsbevolking:       | 3308               |
| Werklozen:              | 247 (7,47%)        |
| Woningen:               | 1689               |
| Waarvan huurwoningen:   | 535 (31,7%)        |

Wijken: Uden-Centrum · Uden-Oost · Uden-West · Uden-Zuid

Buurten: Bitswijk · Bogerd-Vijfhuis · Centrum · Eikenheuvel · Flatwijk · Hoenderbos-Velmolen · Hoeven · Hoevenseveld · Melle · Moleneind-Groenewoud · Raam · Schutveld · Sportpark Volkelseweg · Zoggel

Bedrijventerreinen: Goorkens · Hoogveld · Loopkant-Liessent · Vluchtoord      Militair terrein: Vliegbasis Volkel